# Kanton Limoges-Couzeix
Der Kanton Limoges-Couzeix war von 1973 bis 2015 ein französischer Wahlkreis im Arrondissement Limoges, im Département Haute-Vienne und in der Region Limousin; sein Hauptort war Limoges.
Der Kanton bestand aus der Gemeinde Couzeix und einem Teil der Stadt Limoges (angegeben ist hier die Gesamteinwohnerzahl der Stadt. Im Kanton selbst lebten etwa 2400 Einwohner von Limoges): 
| Gemeinde | Einwohner Jahr | Fläche km² | Bevölkerungsdichte | Code INSEE | Postleitzahl |
| -------- | -------------- | ---------- | ------------------ | ---------- | ------------ |
| Couzeix  | 8763 (2013)    | 30,69      | 286 Einw./km²      | 87050      | 87280        |
| Limoges  | 135.098 (2013) | –          | – Einw./km²        | 87085      | 87100        |